# Günter Lörke
Günter Lörke (Zieleniewo, Polònia, 23 de juny de 1935) és un ciclista alemany, ja retirat, que va córrer a cavall dels anys 50 i 60 del segle xx.
El 1960 va prendre part en els Jocs Olímpics d'Estiu de Roma, on guanyà una medalla de plata en la contrarellotge per equips del programa de ciclisme. Formà equip amb Gustav-Adolf Schur, Egon Adler i Erich Hagen.

## Palmarès
- 1957
  - 1r a l'Erzgebirgsrundfahrt
- 1958
  - Campió de la RDA de CRE
- 1960
  -  Medalla de plata als Jocs Olímpics de Roma en contrarellotge per equips